# Fergitz

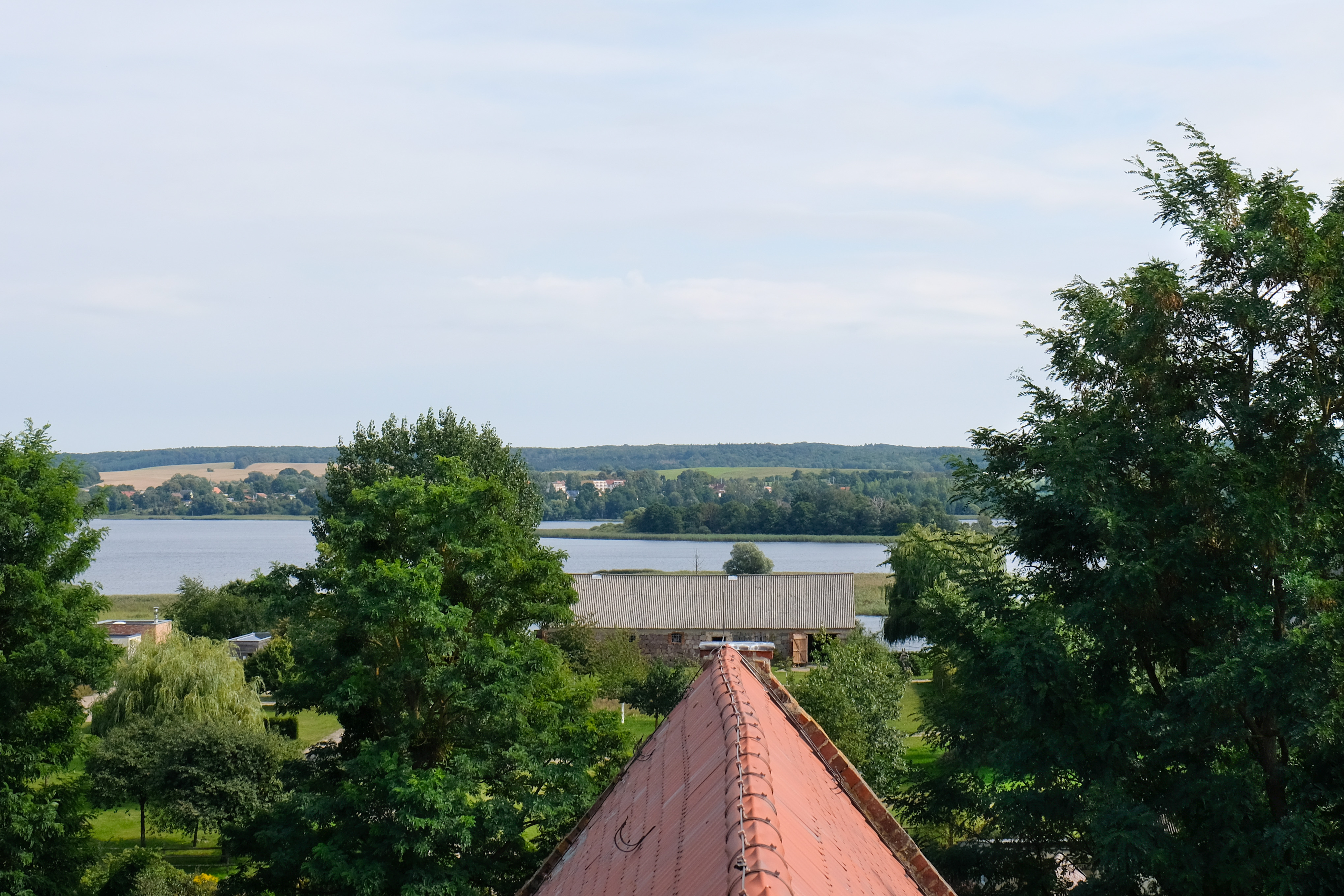
Blick vom Turm der Dorfkirche auf den Oberuckersee mit Burgwallinsel

Das Dorf Fergitz ist ein Teil der Gemeinde Gerswalde im Landkreis Uckermark im Norden von Brandenburg.

## Geografie
Unweit östlich liegt der etwa 685 ha große Oberuckersee und südwestlich der Wrietzensee. Westlich liegt das 1990,16 ha große Naturschutzgebiet Eulenberge.

## Geschichte
Fergitz wurde 1354 erstmals als „Verckwitz“ urkundlich erwähnt. Der Ort wurde nach dem Oberuckersee benannt, der ursprünglich ebenfalls den slawischen Namen virckwitz trug. Der Name leitet sich vom altpolabischen Wort *Virchovica oder *Virchivec mit der Bedeutung 'Oberlauf-Bach' ab.

## Sehenswürdigkeiten
In der Liste der Baudenkmale in Gerswalde sind für Fergitz zwei Baudenkmale aufgeführt:
- Die aus der 1. Hälfte des 14. Jahrhunderts stammende Dorfkirche Fergitz ist eine Saalkirche aus Backstein mit einem Sockel aus Feldsteinen. Im Jahr 1727 wurde die Kirche umgebaut und im Jahr 2003 restauriert. Der Fachwerk-Turmaufsatz des massiven Westturms aus dem Jahr 1727 wurde 1866 erneuert.[4]
- Die Dorfschule (Fergitz 11) besteht aus Schulhaus und Wirtschaftsgebäude.

## Persönlichkeiten
Dorothee Elisabeth Tretschlaff (1685–1701) wurde in Fergitz als Hexe durch Enthauptung hingerichtet. 2008 wurde im Rahmen einer Kunstausstellung von der Berliner Künstlerin Stefka Ammon ein Behelfsdenkmal für Dorothee Elisabeth Tretschlaff errichtet.